# Limba slovenă
Limba slovenă (slovenščina sau slovenski jezik) este o limba indo-europeană din ramura limbilor slave sudice. Este folosită de aproximativ 2 milioane de oameni în toată lumea. Majoritatea vorbitorilor trăiesc în Slovenia. Slovena este una din câteva limbi, care au păstrat numărul dual din proto-indo-europeana. De asemenea, slovena și slovaca sunt cele două limbi slave, al cărora nume înseamnă literar „slav” (slověnьskъ în slavona veche). Slovena este și una dintre limbile oficiale ale Uniunii Europene.

## Dialecte
Slovena este o limbă foarte diversificată deoarece are 48 de dialecte. Motivele principale ale numărului mare de dialecte sunt: repartiția geografică, influențele lingvistice ale țărilor vecine. 
Marea diferența dintre dialectele slovene constă in faptul că același gând poate fi exprimat prin două cuvinte diferite. De aceea oameni din diferite părți ale țării întampină câteodata probleme în a se întelege. După particularitățile dialectelor, Slovenia a fost divizată în șapte grupe: Primorska, Koroška, Gorenjska, Rovtarska, Štajerska, Dolenjska, Panonska.

## Literatură
Se spune despre sloveni că sunt o "națiune de poeți" în ciuda dificultății limbii. Poeții France Prešeren și Edvard Kocbek, precum și scriitorul Ivan Cankar sunt autorii cei mai importanți, în timp ce Vladimir Bartol, Srečko Kosovel, Tomaž Šalamun, Boris Pahor, Drago Jančar și Aleš Debeljak sunt cei mai faimoși.

## Alfabet

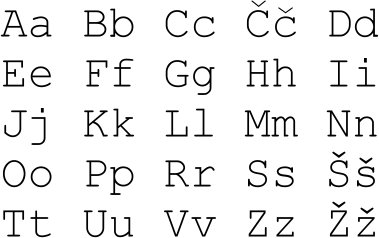

Limba slovenă folosește alfabetul latin și conține 25 de litere (fără x,w,y,q). În scriere nu sunt folosite accente, sensul omografelor deducându-se din context. De exemplu:
- jêsen (frasin), jesén (toamnă) ;
- kót (unghi,colț), kot (ca) ;
- med (între), méd (miere) .

| Literă | Fonem | Sunet           | Exemplu                               | Pronunția cuvântului |
| ------ | ----- | --------------- | ------------------------------------- | -------------------- |
| Aa     | /a/   | [ɑ, (ʌ)]        | abecéda (alfabet)                     | [abɛʦed̪a]            |
| Bb     | /b/   | [b, (p)]        | beséda (cuvânt)                       | [bɛsed̪a]             |
| Cc     | /ts/  | [ʦ, (dz)]       | cvét (boboc)                          | [t̪sʋet̪]              |
| Čč     | /ʧ/   | [ʧ, (ʤ)]        | časopís (journal)                     | [ʧasɔpis]            |
| Dd     | /d/   | [d̪, (t̪)]        | dánes (azi)                           | [d̪anəs]              |
| Ee     | /e/   | [e]             | sédem (« șapte » sau « eu stau jos ») | [sedəm]              |
| Ff     | /f/   | [f, (v)]        | fànt (băiat)                          | [fan̪t̪]               |
| Gg     | /g/   | [ɡ, (k)]        | grad (castel)                         | [ɡrad]               |
| Hh     | /h/   | [x, (ɣ)]        | híša (casă)                           | [xiʃa]               |
| Ii     | /i/   | [i]             | iméti (a avea)                        | [imeti]              |
| Jj     | /j/   | [j]             | jábolko (măr)                         | [jabɔlkɔ]            |
| Kk     | /k/   | [k, (ɡ)]        | kmèt (țărănesc)                       | [kmɛt̪]               |
| Ll     | /l/   | [l, u, u̯]       | ljubézèn (dragoste)                   | [ljubezɛn]           |
| Mm     | /m/   | [m, ɱ]          | mísliti (a gândi)                     | [mislit̪i]            |
| Nn     | /n/   | [n̪, ŋ]          | novíce (știre)                        | [nɔʋiʦɛ]             |
| Oo     | /o/   | [ɔ]             | oblák (nor)                           | [ɔblak]              |
| Pp     | /p/   | [p, (b)]        | pomóč (ajutor)                        | [pɔmoʧ]              |
| Rr     | /r/   | [ɾ, ɾ̩, r̩]       | rokenrol (rock'n'roll)                | [rɔkenrɔl            |
| Ss     | /s/   | [s, (z)]        | svét (lume)                           | [sʋet]               |
| Šš     | /ʃ/   | [ʃ, (ʒ)]        | šóla (școală)                         | [ʃola]               |
| Tt     | /t/   | [t̪, (d̪)]        | tip (tip)                             | [t̪ip]                |
| Uu     | /u/   | [u]             | ulica (stradă)                        | [uliʦ̪a]              |
| Vv     | /ʋ/   | [ʋ, u, ṷ, w, u̥] | vôda (apă)                            | [ʋɔda]               |
| Zz     | /z/   | [z, (s)]        | zrélo (matur)                         | [zrelo]              |
| Žž     | /ʒ/   | [ʒ, (ʃ)]        | življènje (viață)                     | [ʒiʋljɛnjɛ]          |

Dacă 'l' si 'v' sunt la sfârșitul cuvântului sau înaintea unei consoane se pronunță 'u':
| Exemplu           | Pronunție |
| ----------------- | --------- |
| pol (jumătate)    | [pɔu]     |
| volk (lup)        | [ʋɔuk]    |
| v mest̪u (în oraș) | [u mestu] |

Grupul de consoane 'dž' se pronunță in română 'gi'
exemplu: Madžiarska (Ungaria)

## Gramatică
Vezi articolul Gramatica limbii slovene.